# Dans l'ombre de la proie
Pour plus de détails, voir Fiche technique et Distribution.
Dans l'ombre de la proie (Penthouse North ou Blindsided) est un thriller américano-canadien coproduit et réalisé par Joseph Ruben, sorti en 2013.

## Synopsis
Un criminel (Keaton) à la recherche de diamants pénètre dans l'appartement d'une photographe aveugle (Monaghan)...

## Fiche technique
- Titre original : Penthouse North
- Titre français : Dans l'ombre de la proie
- Titre québécois :
- Réalisation : Joseph Ruben
- Scénario : David Loughery
- Direction artistique : Lisa Soper
- Décors : Shane Boucher
- Costumes :
- Photographie : Chris Seager
- Son :
- Montage :
- Musique : Mark Mancina
- Production : Michael Baker, David Loughery, Robert Menzies, Joseph Ruben et Jeff Sackman
- Société(s) de production : Demarest Films et Lionsgate Productions
- Société(s) de distribution :  Dimension Films /  Lionsgate
- Budget :
- Pays de production :  États-Unis/ Canada
- Langue : Anglais
- Format : Couleurs - 35mm - 1.85:1 - Son Dolby numérique
- Genre : Thriller
- Durée :
- Dates de sortie :
  - Thaïlande : 18 avril 2013
  - France : 26 juin 2013 (directement en vidéo)
  - États-Unis : 4 janvier 2014 sur Lifetime

## Distribution
- Michelle Monaghan : Sara
- Michael Keaton : Hollander
- Barry Sloane : Chad
- Andrew Walker : Ryan
- Kaniehtiio Horn : Blake
- Phillip Jarrett : Antonio

## Accueil
Le téléfilm a été vu par 2,519 million de téléspectateurs lors de sa première diffusion sur Lifetime.